# Cmentarz żydowski w Dobrym Mieście
Cmentarz żydowski w Dobrym Mieście – kirkut pochodzi z 1814 roku. W czasie II wojny światowej uległ dewastacji. Miał powierzchnię 0,2 ha. Dzisiaj na jego miejscu znajduje się osiedle domów jednorodzinnych.